# Campionati mondiali di skeleton 1992
I Campionati mondiali di skeleton 1992, quinta edizione della manifestazione organizzata dalla Federazione Internazionale di Bob e Skeleton, si tennero il 15 ed il 16 febbraio 1992 a Calgary, in Canada, sulla pista del Canada Olympic Park, la stessa sulla quale si svolsero le competizioni del bob e dello slittino ai Giochi di Calgary 1988; fu disputata unicamente la gara del singolo vinta dal neozelandese Bruce Sandford.

## Risultati

### Singolo
La gara fu disputata il 15 ed il 16 febbraio nell'arco di quattro manches e presero parte alla competizione 51 atleti in rappresentanza di 19 differenti nazioni; campione uscente era l'austriaco Christian Auer, che concluse la prova al terzo posto, ed il titolo fu conquistato dal neozelandese Bruce Sandford, che divenne il primo atleta non europeo a vincere una medaglia iridata, davanti allo svizzero Gregor Stähli, già sul podio a Schönau am Königssee 1990.
| Pos. | Atleti           | Nazione       | Tempo   | Distacco |
| ---- | ---------------- | ------------- | ------- | -------- |
|      | Bruce Sandford   | Nuova Zelanda | 3'50"06 |          |
|      | Gregor Stähli    | Svizzera      | 3'51"46 | +1"40    |
|      | Christian Auer   | Austria       | 3'52"22 | +2"16    |
| 4    | Andi Schmid      | Austria       | 3'52"92 | +2"86    |
| 5    | Franz Plangger   | Austria       | 3'53"91 | +3"85    |
| 6    | Alexander Müller | Austria       | 3'55"77 | +5"71    |
| 7    | Urs Vescoli      | Svizzera      | 3'56"34 | +6"28    |
| 8    | Fred Markl       | Germania      | 3'56"55 | +6"49    |
| 9    | Gary Williams    | Canada        | 3'56"63 | +6"57    |
| 10   | Thomas Platzer   | Germania      | 3'56"65 | +6"59    |

## Medagliere
| Posizione | Nazione       | Oro | Argento | Bronzo | Totale |
| --------- | ------------- | --- | ------- | ------ | ------ |
| 1         | Nuova Zelanda | 1   | 0       | 0      | 1      |
| 2         | Svizzera      | 0   | 1       | 0      | 1      |
| 3         | Austria       | 0   | 0       | 1      | 1      |
| Totale    | Totale        | 1   | 1       | 1      | 3      |